# 델타 비너스
《델타 비너스》(Delta Of Venus)는 미국에서 제작된 잘만 킹 감독의 1994년 드라마 영화이다. 오디 잉글랜드 등이 주연으로 출연하였고 에브젠 콜라 등이 제작에 참여하였다.

## 출연

### 주연
- 오디 잉글랜드
- 코스타스 맨다이어
- 에릭 다 실바

### 조연
- 라벤 스노우
- 로리 캠벨
- 엠마 루이스 무어
- 제티
- 마레크 바슈트

## 기타
- 원작자: 아나이스 닌
- 협력프로듀서: 저니스 로스버드 처스킨
- 의상: 졸리 애너 지메네즈
- 배역: 노엘 데이비스
- 배역: 제레미 지머먼